# Jun Akiyama
Jun Akiyama (秋山 潤?; Izumi, 9 ottobre 1969) è un wrestler giapponese.
È noto per il periodo trascorso nella All Japan Pro Wrestling (AJPW), federazione nella quale ha svolto molteplici incarichi quali presidente, direttore esecutivo, booker, e lottatore. Ha vinto in due occasioni il Triple Crown Heavyweight Championship, e svariati titoli di coppia. Insieme a Kenta Kobashi formava il tag team denominato Burning.

## Carriera

### All Japan Pro Wrestling (1992–2000)
Akiyama debuttò da wrestler professionista nel settembre 1992 in un match contro Kenta Kobashi, che lo sconfisse. Gradualmente salì di grado, iniziando a combattere in coppia con Akira Taue come parte di quello che rimaneva della fazione "Tsuruta-Gun" di Jumbo Tsuruta. Da lì in poi la divisione tag team divenne la sua specialità. Nel gennaio 1995, si separò da Taue, e insieme a Takao Omori, vinse l'All Asia Tag Team Championship, detenendo le cinture per 1,076 giorni, fino al 9 gennaio 1998 quando le cedettero a Johnny Smith & Wolf Hawkfield. Agli inizi del 1996, fu scelto per essere il partner di Misawa dopo che si separò da Kobashi in dicembre. La coppia vinse il World Tag Team Championship durante il 1996. Akiyama e Misawa parteciparono anche alle edizioni 1996 e 1997 del torneo World's Strongest Tag Determination League, ma furono sconfitti da Toshiaki Kawada & Akira Taue. Quindi Akiyama spostò le sue attenzioni verso il Triple Crown Heavyweight Championship, sfidando prima Misawa nel settembre 1997 e gennaio 1998, poi Kobashi nel luglio 1998, e infine Vader nel gennaio 2000; ma fu sempre sconfitto.
Sciolta la coppia con Misawa, Akiyama, insieme a Kenta Kobashi, formò il tag team "Burning". I due conquistarono numerosi titoli ed ebbero rivalità con Mitsuharu Misawa & Yoshinari Ogawa, Toshiaki Kawada & Akira Taue, Yoshihiro Takayama & Takao Omori e altri. I Burning vinsero anche il torneo World's Strongest Tag Determination League del 1998, sconfiggendo Stan Hansen & Vader, e quello del 1999 sconfiggendo Akira Taue & Stan Hansen. Il 27 febbraio 2000 sconfisse l'ex partner di tag team Mitsuharu Misawa per schienamento in un match lodato dalla stampa di settore. Successivamente, lui ed altri 25 wrestler lasciarono la compagnia per seguire Misawa nella Pro Wrestling Noah, da lui appena fondata.

### DDT Pro-Wrestling (2020–presente)
Nel giugno 2020 fu annunciato che Akiyama si sarebbe trasferito nella DDT Pro-Wrestling per il resto dell'anno. Il 27 dicembre egli vinse il torneo D-Oh Grand Prix 2021, guadagnandosi un match per il titolo KO-D Openweight Championship.
Nel febbraio 2021 Akiyama divenne un free agent dopo il termine del suo contratto con la AJPW, che non fu rinnovato. Quindi conquistò il KO-D Openweight Championship all'evento Kawasaki Strong 2021 sconfiggendo Tetsuya Endō. Il 7 dicembre 7, la DDT annunciò che, su richiesta di Akiyama e Tetsuya Endō, Kenta Kobashi aveva acconsentito a riformare i Burning per una quarta incarnazione. Akiyama e Endo furono immediatamente raggiunti da Yusuke Okada e Yuya Koroku. Il 26 dicembre a Never Mind 2021, questa nuova stable debuttò sconfiggendo The37Kamiina (Shunma Katsumata, Yuki Ueno, Mao & Toui Kojima). Il 4 dicembre 2022 Akiyama sconfisse Joey Janela in un Tables, ladders, and chairs match conquistando il DDT Extreme Championship.

### All Elite Wrestling (2022; 2024)
Come parte di una collaborazione tra DDT Pro-Wrestling e All Elite Wrestling, il 18 novembre 2002 Akiyama esordì in AEW durante una puntata di Rampage, lottando in coppia con Konosuke Takeshita, sconfiggendo il team composto da Ortiz & Eddie Kingston. Dopo il match, Kingston chiese un incontro singolo tra lui e Akiyama, che il presidente della AEW Tony Khan fissò per il pre-show Zero Hour di Full Gear. Il 19 novembre all'evento, Kingston sconfisse Akiyama; al termine del match i due si abbracciarono sul ring mostrandosi reciprocamente rispetto. Akiyama tornò in AEW il 24 febbraio 2024 a Collision, dove sconfisse Bryan Danielson. Dopo il match,  Danielson assalì Akiyama ma venne fermato da Kingston che era al tavolo dei commentatori in occasione dell'incontro.

## Personaggio
Mosse finali
- Blue Thunder Driver[15] – Innovatore
- Exploder '98 (Wrist-clutch exploder suplex, talvolta dalla seconda corda) – Innovatore
- King Crab Lock (Guillotine choke)[5]
- Sternness Dust α (Wrist-clutch fisherman driver)[16][17]
- Sternness Dust γ (Wrist-clutch fisherman buster)

Soprannomi
- "Blue Thunder"
- "Supernova"
- "Sternness"

## Titoli e riconoscimenti
- All Japan Pro Wrestling
  - All Asia Tag Team Championship (4) – con Takao Omori (1), Yoshinobu Kanemaru (1), Yuji Nagata (1) e Kotaro Suzuki (1)[18]
  - Gaora TV Championship (1)
  - AJPW Triple Crown Heavyweight Championship (2)
  - World Tag Team Championship (7) – con Kenta Kobashi (2), Mitsuharu Misawa (1), Go Shiozaki (1) e Takao Omori (3)[19]
  - All Japan vs. Ehime Pro 1 Day Six Man Tag Tournament (2019) - con Carbell Ito e Rising Hayato
  - Asunaro Cup (1994)[20]
  - Asunaro Tag Cup (1998) – con Takao Omori[20]
  - Champion Carnival (2013)
  - Ōdō Tournament (2015)
  - One Night Six Man Tag Team Tournament (1999) – con Kenta Kobashi e Kentaro Shiga[20]
  - World's Strongest Tag Determination League (1998, 1999) – con Kenta Kobashi
  - World's Strongest Tag Determination League (2014) – con Takao Omori
  - Zen Nihon Award (2014)[3]
- DDT Pro-Wrestling
  - DDT Extreme Championship (1)
  - Ironman Heavymetalweight Championship (4)[21][22]
  - KO-D 6-Man Tag Team Championship (1) – con Danshoku Dino e Makoto Oishi[23]
  - KO-D Openweight Championship (1)[24]
  - D-Oh Grand Prix (2021)
- New Japan Pro-Wrestling
  - Singles Best Bout (2003) vs. Hiroyoshi Tenzan il 17 agosto[25]
  - Tag Team Best Bout (2001) con Yuji Nagata vs. Hiroshi Hase e Keiji Muto l'8 ottobre[26]
- Nikkan Sports
  - Match of the Year (2001) with Yuji Nagata vs. Keiji Muto e Hiroshi Hase l'8 ottobre[27]
  - Match of the Year (2004) vs. Kenta Kobashi il 10 luglio[28]
  - Match of the Year (2007) con Mitsuharu Misawa vs. Kenta Kobashi e Yoshihiro Takayama il 2 dicembre[29]
  - Match of the Year (2011) vs. Suwama il 23 ottobre[30]
  - Outstanding Performance Award (2000, 2001)[27][31]
  - Fighting Spirit Award (1998)[32]
- Pro Wrestling Illustrated
  - 6º classificato nella lista dei migliori 500 wrestler singoli nei PWI 500 del 2012[33]
  - 90º classificato nella lista dei migliori 500 wrestler singoli nei "PWI Years" del 2003
- Pro Wrestling Noah
  - GHC Heavyweight Championship (3)[34]
  - GHC Tag Team Championship (3) – con Akitoshi Saito (2) e Takeshi Rikio (1)[35]
  - GHC Openweight Hardcore Championship (1)[36]
  - Global Tag League (2011) – con Akitoshi Saito
- Tokyo Sports
  - Best Tag Team Award (1999) con Kenta Kobashi[37]
  - Fighting Spirit Award (1998)[37]
  - Match of the Year Award (2004) vs. Kenta Kobashi il 10 luglio[38]
  - Newcomer of the Year Award (1992)[37]
  - Outstanding Performance Award (2000, 2001, 2011)[38][39]
  - Technique Award (2003)[38]
- Wrestling Observer Newsletter
  - Wrestling Observer Newsletter Hall of Fame (classe del 2020)[40]
  - Match of the Year (1996) – with Mitsuharu Misawa vs Steve Williams e Johnny Ace @ AJPW Super Power Series - Tag 15
  - Match of the Year (2004) vs. Kenta Kobashi @ NOAH Departure
  - Rookie of the Year (1993)
  - Tag Team of the Year (1996, 1997) con Mitsuharu Misawa
  - Tag Team of the Year (1999) con Kenta Kobashi